# Louis-André Pichon
Pour les articles homonymes, voir Pichon.
Louis-André, baron Pichon (30 novembre 1771 à Nantes - 10 septembre 1854 à Paris) est un diplomate et haut fonctionnaire français qui fit sa carrière en grande partie aux États-Unis, peu après la création de cette république et qui fut témoin en particulier de la vente de la Louisiane.

## Biographie
Louis-André Pichon naquit à Nantes le 3 novembre 1771, fils de Siméon Pichon, cordonnier, et Jeanne Fortier. Il fit des études au collège des Oratoriens puis étudia la philosophie au Lycée Louis-le-Grand à Paris à partir de 1790.
En 1791, il passa aux États-Unis comme secrétaire de légation. Nommé à son retour sous-chef de division au département des relations extérieures en 1795, il déploya des efforts de réconciliation entre les deux pays au moment de la quasi-guerre, efforts qui débouchèrent sur le Traité de Mortefontaine. 
Il retourna en 1800 aux États-Unis comme consul général, puis comme ambassadeur de France et chargé d'affaires à Washington (1801-1804).
Il exprima de vives critiques lorsque les États-Unis reprirent des relations commerciales avec les parties d'Haïti libérées par le général noir Dessalines, lors de l'échec de l'expédition de Saint-Domingue. 
Lors de l'expédition de Saint-Domingue, il se démène pour assurer un bon approvisionnement à l'armée de Leclerc mais déplore la sècheresse de celui-ci envers les marchands américains, au point que les deux hommes cesseront de s'écrire.
Dès la fin 1801, lors des préparatifs de l'expédition de Saint-Domingue, la société fondée aux États-Unis par Pierre de Bauduy de Bellevue s'organise pour fournir les troupes françaises. Louis-André Pichon lui a alors demandé que les actifs soient transférés à la branche française, détenue par le père à Paris, et dont la filiale américaine est dissoute. Mais une nouvelle société est créée par son frère Victor du Pont de Nemours, émigré aux États-Unis, qui est un ami proche de Pierre de Bauduy de Bellevue.
Le frère de Pierre de Bauduy, Louis Alexandre Amélie Bauduy est par ailleurs capitaine dans l'armée de Leclerc, après avoir combattu en 1797 aux côtés des anglais contre Toussaint Louverture. La lettre mentionnant le contrat d'approvisionnement de l'armée française en vêtements de laine, pour 100 000 dollars alors qu'il était question de 30 000 dollars, fait état de commission versées à un certain "Livingston" à hauteur de 50 000 dollars.
La France vient alors de racheter secrètement la Louisiane et le diplomate Robert Livingston négocie la vente de la Louisiane tout entière, qui aura lieu en 1803. Le 1er octobre 1802, Louis-André Pichon écrit au gouvernement américain pour le rassurer lorsque l'intendant espagnol de La Nouvelle-Orléans décide de mettre fin au droit de dépôt des marchands américains dans le port, qui est propriété française depuis 1800 à la suite d'un traité secret.
Il est rappelé à Paris le 15 septembre 1804 et achève sa carrière sous Napoléon, pour n'avoir pas réussi à faire échouer le mariage de Jérôme Bonaparte avec une Américaine, Elizabeth Patterson, et, dit-on, pour avoir émis des opinions peu favorables au gouvernement impérial.
Il s'attacha au roi Jérôme Bonaparte, qui le nomma conseiller d'État en 1809, puis intendant général du Trésor et des Finances du royaume de Westphalie. Il se démit de ces deux fonctions en 1812. 
Louis XVIII le nomma maître des requêtes en 1814, puis il fut chargé de régler les opérations administratives à la Martinique et à la Guadeloupe en 1814. Il est secrétaire général au ministère de la justice de 1819 à 1822, et est nommé conseiller d'État en 1820.
En 1830 il termina les négociations entamées avec le gouvernement d'Haïti. Après la conquête d'Alger, il fut un des premiers intendants civils de la colonie et revint en 1832 à Paris. Il conserva sous la Monarchie de Juillet le titre de conseiller d'État et finit sa carrière à l'ambassade de France en Haïti.
Il fut fait baron sous la Restauration.

## Vie familiale

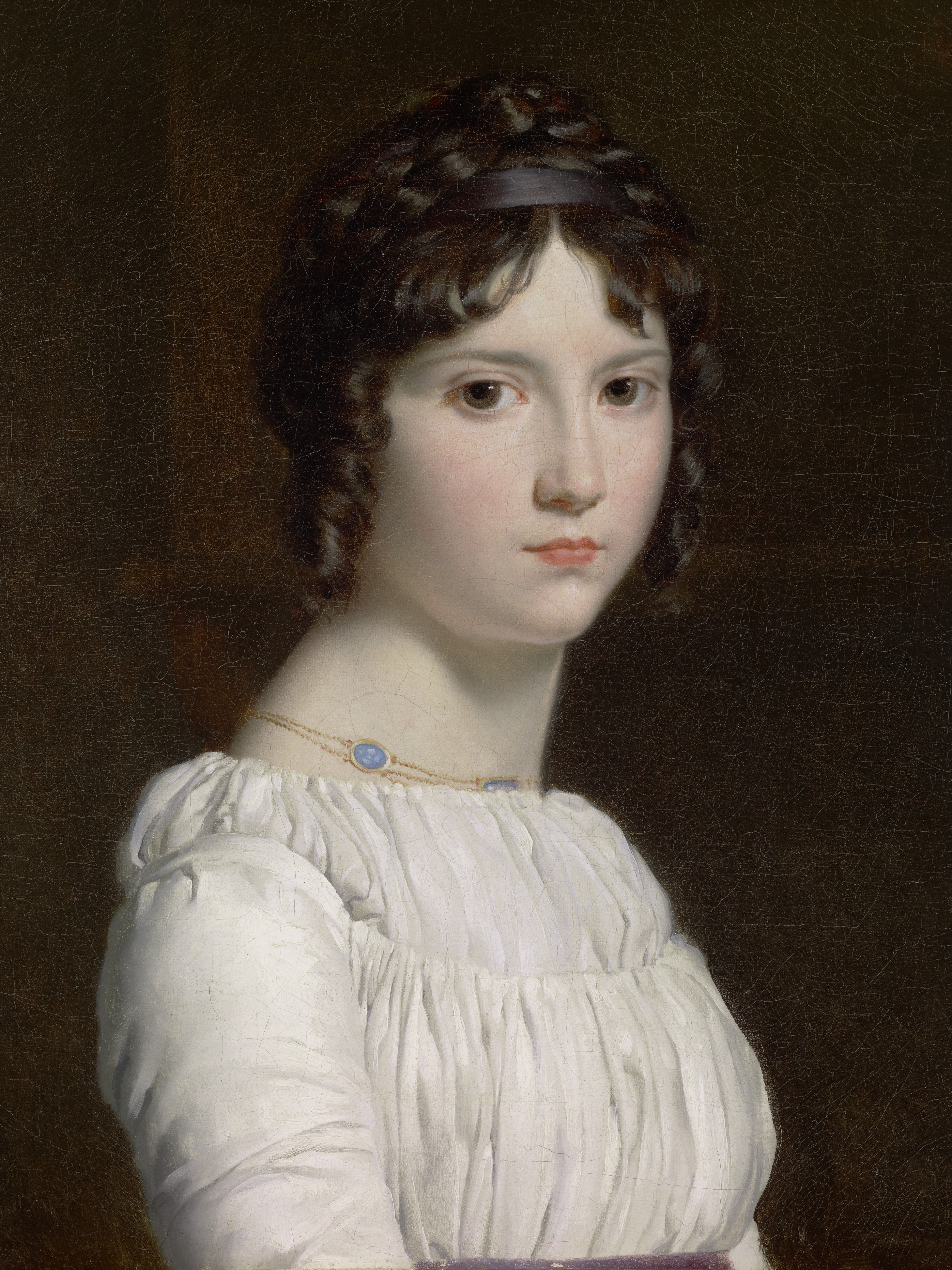
Portrait d'Alexandrine Émilie Brongniart, par François Gérard.

Il épousa Alexandrine Émilie Brongniart (1780-1847), fille d'Alexandre-Théodore Brongniart. Le couple eut quatre enfants :
- Un premier enfant ( ? - 1804) décédé en bas âge des suites d'une maladie[8].
- André Théodore (1805-1891), ministre plénipotentiaire[9] et conseiller général de l'Eure. Gendre de Charles de Mornard[10], consul de France ;
- Henriette Anne (1807-1874), épouse de Claude Pouillet ;
- Jérôme (1812-1896), auditeur au conseil d'État, consul général à Smyrne, bibliophile et collectionneur. Marié à Rosalie Clarmont, fille du banquier Jean-Charles Clarmont et de Rosalie Favrin.

## Publications
- Lettre d'un français a M. Pitt, ou, Examen du système suivi par le gouvernement britannique envers la France durant les dernières années de la monarchie et depuis l'établissement de la république (1797)
- Seconde lettre d'un français à M. Pitt, ou examen du système suivi par le gouvernement britannique envers la France, durant les dernières années de la monarchie et depuis l'établissement de la république (1798)
- Conseil impérial des prises : mémoire pour les propriétaires du navire américains le Palinure, et de sa cargaison; ce navire; commandé par le capitaine Etienne Merrihew, pris par les deux corsaires le Diable à quatre et l'Anacréon, et se conduit Amsterdam (1809)
- Examen de la nature et des effets du séquestre et de la confiscation des propriétés ennemies pendant la guerre ; appliqué au procès subsistant entre M. le Senateur Lecouteulx de Canteleu et la banque établie à Madrid sous le nom de Banque de Saint-Charles (1809)
- Manuel du droit parlementaire ... (avec Thomas Jefferson, 1814)
- De l'état de la France sous la domination de Napoléon Bonaparte (1814)
- De nos constitutions futures (1814)
- Note que soumet M. Pichon aux électeurs en s'offrant comme candidat à la prochaine élection (1815)
- De la constitution de la dette publique de France, et de l'influence qu'elle exerce sur son extinction par le remboursement (1824)
- A messieurs les électeurs du collège départemental de la Seine (1827)
- Etat de la navigation de l’Angleterre en 1827: discours prononcé dans la chambre des communes le 6. Mai 1827 (1827)
- Du Conseil d'État: de ses attributions administratives et de sa juridiction (1829)
- De la Pêche côtière dans la Manche, spécialement de la pêche du hareng (1831)
- Alger sous la domination française, son état présent et son avenir (1833)
- Le sacre et couronnement de Louis XVI, Roi de France et de Navarre: dans l'Église de Reims, le 11 juin 1775

### Sources
- « Pichon (Louis-André, baron) », dans Pierre Larousse, Grand dictionnaire universel du XIXe siècle, Paris, Administration du grand dictionnaire universel, 15 vol., 1863-1890 [détail des éditions].
- " Servir la France napoléonienne à Washington - Lettres d'Amérique - Emilie et André Pichon-Brongniart - 1801-1805 ", Luc Delambre et Edmée Delambre, éditions L'Harmattan 2020